# ماريو روزاريو موريلي
ماريو روزاريو موريلي (بالإيطالية: Mario Rosario Morelli)‏ هو قاضي وسياسي إيطالي، ولد في 15 مايو 1941 في روما في إيطاليا. انتخب judge of the Constitutional Court of Italy ‏.